# Tina Erzar
Tina Erzar (4 gennaio 2008) è una saltatrice con gli sci slovena.

## Biografia
Tina Erzar, attiva dall'agosto del 2021, ha esordito in Coppa del Mondo il 27 gennaio 2024 a Ljubno (17ª) e ai successivi Mondiali juniores di Planica 2024 ha vinto la medaglia d'oro nel trampolino normale e nella gara a squadre e quella d'argento nella gara a squadre mista; l'anno dopo ai Mondiali juniores di Schilpario/Lake Placid 2025 ha conquistato la medaglia d'oro nella gara a squadre mista e quella d'argento nella gara a squadre e ai successivi Mondiali di Trondheim 2025, sua prima presenza iridata, si è classificata 31ª nel trampolino normale e 4ª nella gara a squadre. Non ha preso parte a rassegne olimpiche.

## Palmarès

### Mondiali juniores
- 5 medaglie:
  - 3 ori (trampolino normale, gara a squadre a Planica 2024; gara a squadre mista a Schilpario/Lake Placid 2025)
  - 2 argenti (gara a squadre mista a Planica 2024; gara a squadre a Schilpario/Lake Placid 2025)

### Coppa del Mondo
- Miglior piazzamento in classifica generale: 34ª nel 2024